# Петрова-Виноградова, Александра Ивановна
Алекса́ндра Ива́новна Петро́ва-Виногра́дова (1878—1899) — русская балерина; артистка балетной труппы Императорских театров Российской империи.

## Биография
Училась в Петербургском театральном училище, где на нее обратил внимание тогдашний управляющий училищем А. П. Фролов, подготовивший её к сценической карьере. Хореографическое искусство Петрова изучала под руководством М. И. Петипа, а закончила у Х. П. Иогансона; некоторые роли проходила под руководством Жюля Перро и Е. П. Соколовой.

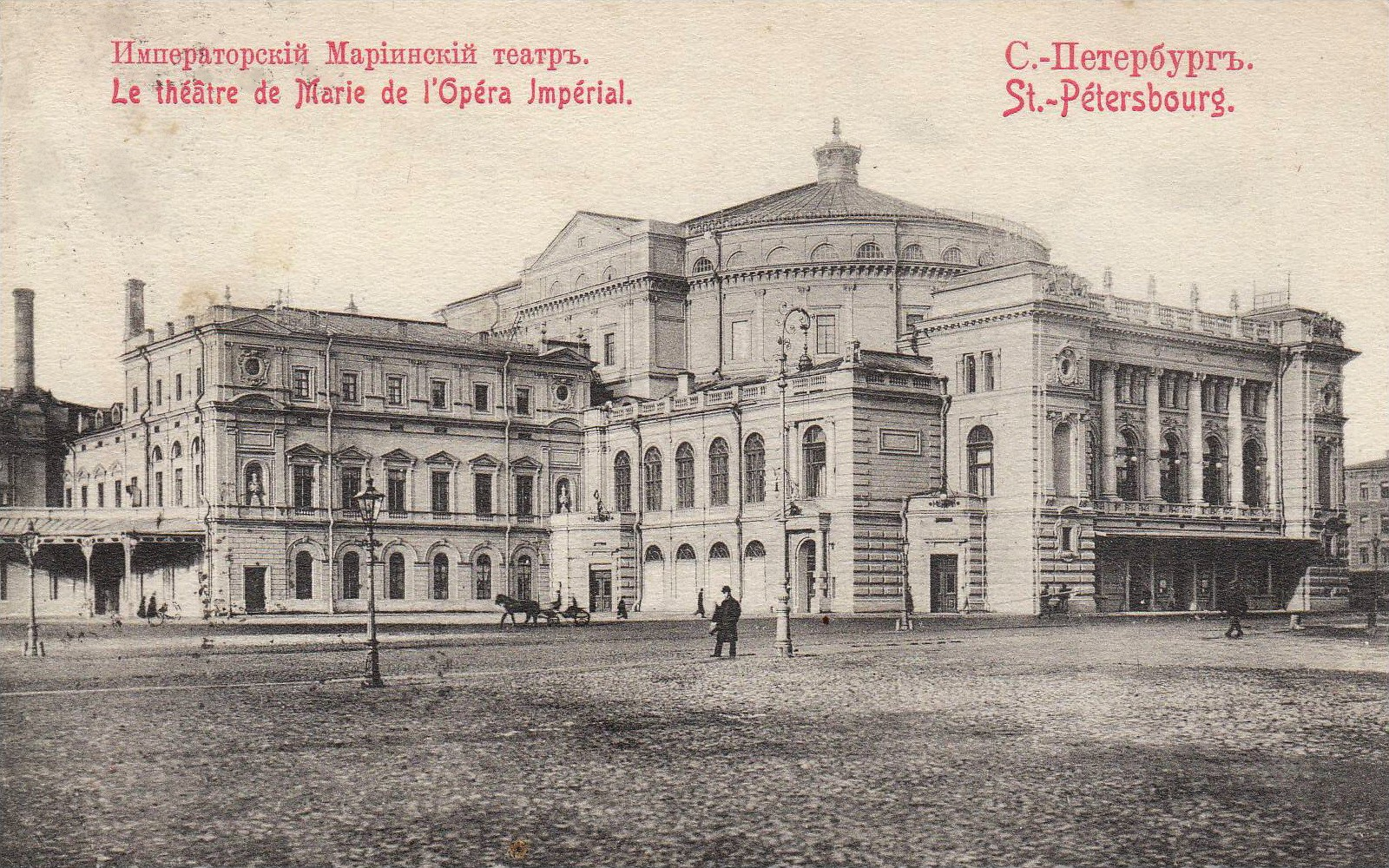
Мариинский театр

Ещё в столичном театральном училище она выступала на школьной сцене в балетах «Очарованный лес», «Тщетная предосторожность» и других и уже тогда выделялась, как недюжинная мимистка.
В марте 1887 года Александра Ивановна Петрова дебютировала на сцене Мариинского театра в балете «Тщетная предосторожность», имела большой успех и с первых же шагов своей карьеры заняла выдающееся место в труппе, заменяя иногда балерину.
С постепенно возраставшим успехом она выступала в балетах «Своенравная жена», «Эсмеральда», «Фиаметта», «Наяда», «Весталка» (роль Клавдии) и других. А. И. Петрова-Виноградова была поклонницей примы-балерины Мариинского театра Вирджинии Цукки, которой подражала в мимических сценах.
С 1888 года Александра Ивановна Петрова-Виноградова стала болеть; поездка за границу мало принесла ей пользы, и 15 июля 1889 года она скончалась на 22-м году жизни. Она была похоронена на Митрофаниевском кладбище в Санкт-Петербурге.